# Keyliane Abdallah
Keyliane Hikram Abdallah (* 5. April 2006 in Marseille) ist ein französischer Fußballspieler, der bei Olympique Marseille in der Ligue 1 spielt.

## Karriere
Abdallah begann seine fußballerische Ausbildung auf dem französischen Übersee-Département Mayotte bei AJ Kani-Kéli. Im Sommer 2013 wechselte er auf Réunion zu La Tamponnaise. Nach acht Jahren in der Jugend des Vereins wurde er von der Jugendakademie von Olympique Marseille verpflichtet. Er gewann mit den A-Junioren 2023 die französische Jugendmeisterschaft. In der Saison 2023/24 ist er Stammspieler der U19-Mannschaft und kam zu einigen Treffern. Nachdem er bereits einmal in der Europa League im Kader stand, debütierte er Mitte April 2024 (30. Spieltag) bei einem 2:2-Unentschieden gegen den FC Toulouse in der Ligue 1 für die Profis.

## Erfolge
Jugend
- Französischer A-Junioren-Meister: 2023